# Fairey Rotodyne
Фейри Ротодайн (англ. Fairey Rotodyne) — британский винтокрыл, разработанный фирмой Fairey Aviation. Предназначался для гражданского и военно-транспортного применения. Прошёл успешные испытания в 1957—1959. Программа закрыта в 1962.

## Конструкция
Винтокрыл был оснащён четырёхлопастным несущим ротором и коротким крылом самолётного типа, на котором монтировались два турбовинтовых двигателя с тянущими винтами. Привод несущего ротора — реактивный, посредством двигателей на законцовках лопастей, куда подавалось топливо и сжатый воздух от компрессора. Привод ротора использовался только в вертолётном режиме — для вертикального взлёта, посадки и висения: на крейсерском режиме полёта ротор вращался в режиме авторотации. Пропульсивную тягу в этом случае создавали тянущие воздушные винты.
Силовая установка винтокрыла представляла собой два ТВД Napier Eland N.E.L.3, по одному на каждом полукрыле. Эти двигатели приводили во вращение тянущие винты, а также использовались для привода несущего ротора. На взлёте и посадке мощность от двигателей через муфту передавалась на компрессор, вырабатывавший сжатый воздух. Сжатый воздух, в свою очередь, через систему трубопроводов подавался к реактивным двигателям на законцовках лопастей, где смешивался с топливом и сгорал, создавая тягу для раскрутки ротора. Такой привод обеспечивал отсутствие реактивного момента несущего ротора, что позволило отказаться от системы его компенсации. Для управления по рысканью на малых скоростях и висении использовалось дифференциальное изменение шага тянущих винтов. После вертикального взлёта производился набор горизонтальной скорости, затем (на скорости около 60 миль в час) привод несущего ротора отключался и вся мощность передавалась на тянущие воздушные винты. Органы управления в кабине были подобны вертолётным: ручка циклического шага, ручка общего шага и педали путевого управления.

## Разработка и испытания

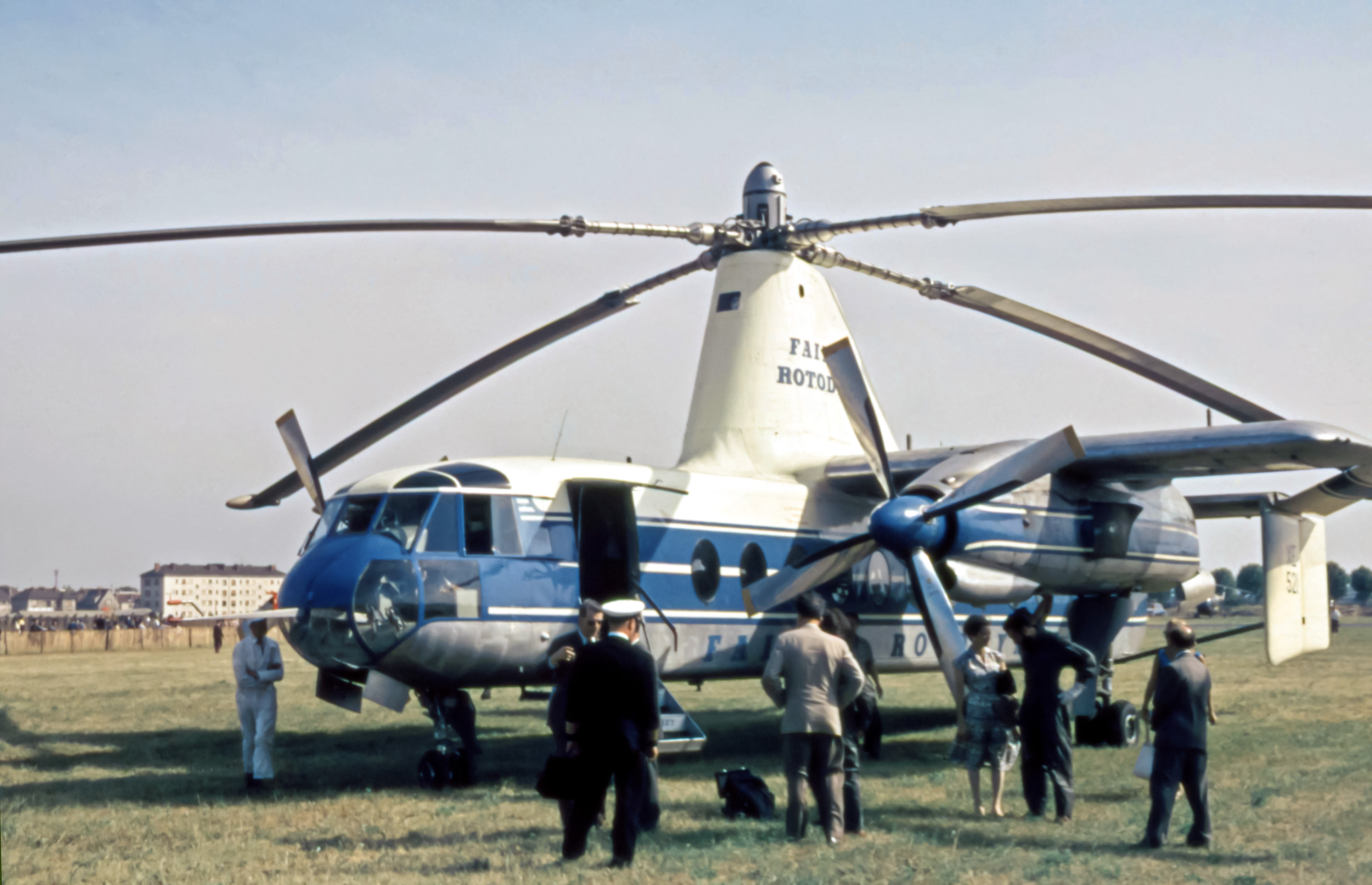
Прототип в 1959

Предшественником данного винтокрыла был Fairey FB-1 Gyrodyne — первый летательный аппарат выполненный по схеме винтокрыла (винтокрыл можно считать комбинацией вертолёта и автожира). Экспериментальный FB-1 установил мировой рекорд скорости в своём классе в 1948, но после катастрофы с гибелью пилота конструкция была изменена в пользу установки несущего ротора с реактивным приводом. Второй аппарат FB-1 Jet Gyrodyne был уже оснащён таким ротором, а также двумя двигателями для создания горизонтальной тяги.
Компания Fairey исследовала различные варианты компоновки гиродинов, и в 1954 британское Министерство Снабжения заключило с компанией контракт на постройку экспериментального образца (серийный номер XE521).
Первый успешный переход из вертикального в горизонтальный полёт и обратно аппарат совершил 10 апреля 1958. Пятого января 1959 Rotodyne установил мировой рекорд скорости в классе конвертопланов — 307,2 км/ч на замкнутом маршруте в 100 км. Помимо значительной скорости, аппарат показал преимущество и в плане безопасности: он мог выполнять устойчивое висение при одном неработающем двигателе с зафлюгированным винтом. Прототип совершил несколько посадок в режиме автожира с выключенным приводом несущего ротора. Реактивный привод ротора и в целом компоновка аппарата обеспечивали значительные преимущества аппарата перед вертолётами, в частности — скорость горизонтального полёта до 324 км/ч, что безусловно превосходило скорости вертолётов того времени.
В описываемый период времени среди авиаперевозчиков возрос интерес к воздушным перевозкам с доставкой пассажиров непосредственно в центр городов, минуя загруженные загородные аэропорты. Аппарат Rotodyne мог вертикально взлетать с вертолётной площадки в черте города, затем, отключив привод ротора, переходить в горизонтальный полёт со скоростью порядка 280—300 км/ч (например, выполняя рейс из Лондона в Париж) и выполнять вертолётную посадку в пункте назначения на аналогичной вертолётной площадке. В крейсерском режиме, за счёт авторотации ротора, его общий шаг мог быть малым, что снижало сопротивление, а 50 % подъёмной силы создавалось крылом. Винтокрыл произвёл хорошее впечатление на потенциальных заказчиков. Аппарат демонстрировался и совершал полёты на авиасалонах в Париже и Фарнборо. На испытаниях винтокрыл перевозил грузы на внешней подвеске. Было выполнено несколько полётов над Лондоном со взлётом и посадкой на вертолётной площадке Battersea Heliport в центре города.
Авиакомпания British European Airways выразила готовность приобрести шесть винтокрылов с перспективой до двадцати, чем в большой степени способствовала развитию проекта (следует сказать, что ВЕA выдвинули условия покупки — совершенствование прототипа в сторону повышения грузоподъёмности, скорости и ряда других параметров). Королевские ВВС Великобритании заказали 12 машин в военно-транспортном исполнении, компания New York Airways — пять аппаратов, армия США — 200 (планировалось лицензионное производство на заводе Kaman Helicopters в Блумфилде). Интерес выразили представители Канады и Японии. Однако в это же время выявился и недостаток аппарата, снижающий его привлекательность для гражданских авиаперевозчиков — высокая шумность ротора с реактивным приводом. Недостаток этот был значительным, учитывая нормативы по шуму для аппарата, эксплуатирующегося с вертолётных площадок в городе.

## Закрытие проекта
В 1959 правительство Великобритании, в целях снижения затрат, сократило число подрядчиков на производство авиатехники, что, в свою очередь, вынудило многих производителей сливаться с другими фирмами и образовывать более крупные предприятия. Компании Fairey Aviation (бывшая тогда подразделением Bristol), и компания Saunders-Roe вошли в состав Westland. Это привело к трудностям в производстве двигателей для винтокрыла. В последней конфигурации (модель Y, заказчик — BEA) винтокрыл Rotodyne должен был оснащаться ТВД Rolls-Royce Tyne (5 250 л. с./3 910 кВт), перевозить 57-75 пассажиров либо груз около 8 тонн с крейсерской скоростью 370 км/ч. Было обещано правительственное финансирование на сумму порядка 5 млн фунтов стерлингов. Однако по ряду причин королевские ВВС Великобритании отказались от закупки аппарата. Одновременно появились проблемы с силовой установкой: двигатели Tyne не обеспечивали достаточной мощности для аппарата с возросшей скоростью и грузоподъёмностью, а компании Rolls-Royce было отказано в необходимом, по мнению компании, финансировании этой части программы и предложено производить конструкторские изыскания по новым двигателям за собственный счёт. В это же время выяснилось, что, несмотря на некоторые успехи разработчика, шумность реактивного несущего ротора не удалось снизить до приемлемых (для городской эксплуатации) пределов.
Окончательную точку в судьбе Rotodyne поставил отказ компании BEA от закупок аппарата. В отсутствие гражданских и военных заказов правительственное финансирование программы было прекращено в начале 1962. Непосредственно за этим разработчик, компания Westland, закрыла программу Rotodyne.

## Лётно- технические характеристики (модель Y)
Экипаж: 2
Вместимость: 48 (в перспективе до 75) пассажиров
Длина: 17,9 м
Высота: 6.76 м
Диаметр несущего ротора: 27.4 м
Нагрузка ротора: 25 кг/м²
Площадь, ометаемая несущим ротором : 591 м²
Взлётный вес: 15,000 кг, максимальный − 17,000 кг
Силовая установка:
4× реактивных двигателя на законцовках лопастей несущего ротора
2× ТВД Napier Eland, каждый 2,800 л. с. (2,100 кВт)
Максимальная скорость: 343 км/ч
Дальность: 830 км

## см. также
- Винтокрыл
- Fairey FB-1 Gyrodyne
- Fairey Jet Gyrodyne
- Fairey Ultra-light Helicopter

сопоставимые ЛА
- McDonnell XV-1
- Ми-12
- Ка-22
- Hiller Hornet
- Eurocopter X3

списки
- Список вертолётов